# Domingo María de Barrafón y Viñals
Domingo María Joseph Francisco (de) Barrafón (y) Viñals (Fraga, 4 de agosto de 1789-Fraga, 11 de junio de 1852) fue un militar, abogado y político español.

## Biografía
Nació en Fraga, en la provincia de Huesca, el 4 de agosto de 1789, en el seno de una familia acomodada, hijo de Antonio Barrafón Foix y de Francisca Viñals Sudor, ambos también de Fraga. Fue bautizado al día siguiente en la iglesia parroquial de San Pedro.
Estudió, como su padre, Derecho en la Universidad de Zaragoza. Debía encontrarse en Zaragoza, a punto de acabar sus estudios, cuando las tropas napoleónicas entraron en España en 1808. Según testimonio del prior de Fraga, Domingo Montull, «en su primera juventud cursaba la jurisprudencia y que con motivo de la guerra contra Napoleón suspendió esta noble carrera y abrazó la de armas en que sirvió en clase de oficial». Llegaría a luchar en los dos sitios de Zaragoza, donde ascendió hasta capitán segundo y edecán del marqués de Lazán, Luis Rebolledo de Palafox y Melzi, hermano de José de Palafox. Resultó herido y preso por los franceses, lo que le hizo merecedor del distintivo de la cinta encarnada y del escudo de defensor de Zaragoza. En la defensa de los sitios también participaron su cuñado, Francisco de B. Cocón, personaje importante de la ciudad, y su hermanastro, Francisco Barber y Viñals.
Acabó sus estudios tras la guerra, ejerciendo como abogado en el Real Consejo o Tribunal de Fraga. En 1812 era alcalde mayor de Fraga y el 22 de enero de 1816 fue nombrado abogado de la Real Audiencia de Aragón en Zaragoza.
Durante el levantamiento de Riego en 1820 tomó partido por los realistas moderados, formando parte del grupo cercano al barón de Eroles, Joaquín Ibáñez Cuevas y de Valonga. En 1822 la Regencia de Urgel quedó formada por el marqués de Mataflorida, el barón de Eroles, y Jaime Creus, arzobispo de Tarragona, asesorados por un pequeño gobierno formado por Antonio Gispert responsable de Estado, Fernando de Ortafá en Guerra y Domingo María Barrafón, responsable del resto de secretarías del Despacho. Acompañó el ejército de los cien mil hijos de San Luis donde se encargó de la intendencia. Es probable que fuera durante esta época en la que recibió la Legión de Honor y la Orden de San Luis, las dos condecoraciones más altas de Francia.
En recompensa, el rey Fernando VII le concedió la intendencia de Aragón y el corregimiento de capa y espada de Zaragoza en algún momento anterior al 7 de noviembre de 1824, con un salario de 40 000 reales de vellón al año. Su estancia en Zaragoza debió ser tranquila, tanto por su conocimiento de la ciudad y sus clases dirigentes, como por encontrarse cerca de su familia, como su hermanastra María Manuela y su marido, el ya mencionado Francisco de B. Cocón, el mencionado hermanastro Francisco Barber y Viñals, regidor de la ciudad, y su familia. Durante estos años pasó a formar parte de la Real Sociedad Económica Aragonesa de Amigos del País y de la Real Academia de Nobles y Bellas Artes de San Luis.
El 13 de septiembre de 1827 fue nombrado intendente de Cataluña, para lo que se trasladó a Barcelona.

Atendiendo a los méritos y circunstancias de Dn. Domingo Maria Barrafon, Yntendente del Ejército y Provincia de Aragon, he tenido a bien nombrarle para la Yntendencia de Ejército y Provincia de Cataluña, en cuyo ejercicio cesará Dn. Juan del Gayo que actualmente sirve ese destino.
Decreto Real, 13 de septiembre de 1827

Comenzó sus funciones el 4 de octubre, tras un largo viaje que seguramente le llevó a demorarse en Fraga, donde la familia todavía tenía numerosas tierras y propiedades. El 29 de noviembre se presentó ante la Junta de Comercio. El nombramiento coincidió con la visita de Fernando VII a Barcelona, donde fue recibido con todos los honores por el capitán general, el arzobispo Pablo de Sichar, la Audiencia y, naturalmente, también Barrafón. Barrafón fue el encargado de la iluminación con gas de la Lonja, la primera vez que se realizaba algo así en España y que el rey pudo admirar durante su estancia en la ciudad. Mientras que en 1827 el edificio quedaba iluminado por una lámpara de gas, en la visita de los reyes de las Dos Sicilias, Francisco I y María Isabel de Borbón, de 1829 los avances permitían la completa iluminación del edificio con numerosas lámparas. Ambas visitas se completaron con muestras y exposiciones de productos, artes y técnicas, una amplia gama de refrescos y repostería, y un baile.
La intendencia de Cataluña tenía su sede en el edificio al lado de la Antigua Aduana de Barcelona, en cuyo interior vivía Barrafón. Barrafón debía rendir cuentas al capitán general de Cataluña, que en ese momento era Carlos de España, con el ya había trabajado en Zaragoza en los mismos cargos y con el que tenía una muy buena relación. Unido a la buena impresión dada a los reyes de las Dos Sicilias y su cercanía a Colomarde, Barrafón pronto pudo capitalizar sus relaciones y el 21 de agosto de 1830 fue nombrado por decreto real corregidor de Madrid en sustitución de Tadeo Ignacio Gil. El cargo implicaba la presidencia del ayuntamiento y la superintendencia, responsabilidad sobre la policía, orden y limpieza urbana, iluminación, aguas, lugares de venta y establecimientos públicos, ejercía la jurisdicción civil y criminal de la Villa.

Escudo de la familia Barrafón.

En Madrid, Barrafón fue recibido con hostilidad por los realistas ultramontanos como José Arias Teijeiro y por los liberales, ya que había sido realista durante el Trienio liberal. Sin embargo, mantendría buenas relaciones con la corte, recibiendo el 14 de septiembre de 1830 la Cruz de Carlos III. Tras el nacimiento de la infanta Isabel el 10 de octubre, Barrafón fue el encargado de organizar el intenso programa de celebraciones públicas, que tuvieron que ser interrumpidas por el fallecimiento el día 21 del rey de las Dos Sicilias, Francisco I. El 4 de octubre de 1831 solicitó una plaza en el Consejo de Castilla, que fue aceptada, pero se mantuvo en secreto hasta el nacimiento de la infanta María Luisa Fernanda. El nombramiento fue efectivo el 3 de febrero de 1832, cuando Barrafón ocupó la plaza de Bernardo Riega, que quedaba vacante por el fallecimiento del titular.
Tras el fallecimiento de Fernando VII el 29 de septiembre de 1833, Barrafón, como Corregidor de Madrid, se encargó de la organización de parte de las festividades para celebrar el entronamiento de la nueva reina Isabel II. Entre ellas, las llamadas «máscaras reales», que consistía en un desfile de carros cargados con figuras y escenas mitológicas. Ramón Mesonero Romanos en sus Memorias de un setentón recoge una anécdota que incluye a Barrafón y da una idea de su carácter. Uno de los carros debía llevar la representación de Venus, diosa del amor, que naturalmente no podía representar ninguna mujer de buena familia. Barrafón se dirigió a Pepa «la Naranjera», mujer famosa por su belleza y su gracia, pero también por ser una prostituta. La conversación entre Barrafón y la Pepa, según Mesonero Romanos, fue la siguiente:

Al hacer mención de estos carros, no puedo menos de acompañarla con una anécdota que a ellos se refiere, y también a una hermosísima moza, muy conocida entonces, bajo todos conceptos, de la población de Madrid, la famosa Pepa la Naranjera, que se hizo célebre, no sólo por su hermosura y desenvuelta vida, sino también por el chiste y agudeza de sus dichos y hechos. -Llamada por el corregidor Barrafón para proponerla que representase en los grupos de aquellos carros, no recuerdo bien si el papel de Madre España, de Diosa del Olimpo, o de alguna de las Virtudes Teologales (porque todos estos emblemas entraban en su composición), respondió con su ordinario desenfado: «Ave María Purísima, Señoría, esas cerimonias no son propias de gentes de honor». -Anda, no seas tonta (la replicó Barrafón, que era hombre de genio chancero y muy tentado de la risa); anda, que nada perderás, antes bien, te ganarás media onza y un traje, amén de algunos parroquianos. -«Pues si eso es así (replicó Pepa), no hay más que hablar, y Su Señoría puede hacer de mis pertinencias lo que se le antoje».
Ramón Mesonero Romanos,  Memorias de un setentón (1926)

La anécdota también fue recogida por Natalio Rivas Santiago en su El Corregidor y la manola (1943).
Barrafón, al contrario que su amigo Carlos de España, que se hizo carlista, permaneció fiel a la nueva reina. Sin embargo, en 1834, tras la supresión del Consejo de Castilla, Barrafón cesó en su puesto y decidió viajar por Europa para restablecer su salud y tomar los baños. Hacia verano de 1834 visitaba Fraga y posteriormente hay noticias suyas en Gérova. Parece que también estuvo en los balnearios de Baden-Baden (Alemania) y de Aix-en-Provence (Francia). Valerià C. Labara i Ballestar especula con que fuese parte de una misión diplomática para mejorar la imagen de Isabel II en el extranjero.
Entre tanto, en 1841 había sido nombrado Gentilhombre, pero Espartero anuló el nombramiento realizado por la Reina Madre. Tras la caída de Espartero, la Reina Madre regresaría a España y el 4 de septiembre de 1844 era nombrado Gentilhombre de nuevo, cargo que Barrafón juraba el 9 de octubre siguiente. En 1845 tendría que solicitar la jubilación por problemas de salud con el reuma, que le fue concedido con una jubilación de 40 000 reales de vellón.
Y sin embargo en la legislatura de 1849 a 1950 fue nominado Senador del Reino, siendo nombrado senador vitalicio el 6 de octubre de 1849 por nombramiento real. El 17 de enero de 1850 juró el cargo y ocupó su escaño. Volvió a ocupar su escaño para las legislaturas de 1850-1851 y 1851-1852.
Falleció el 11 de junio de 1852 en Fraga, su ciudad natal, siendo enterrado en el cementerio local.